# Timothy Dalton

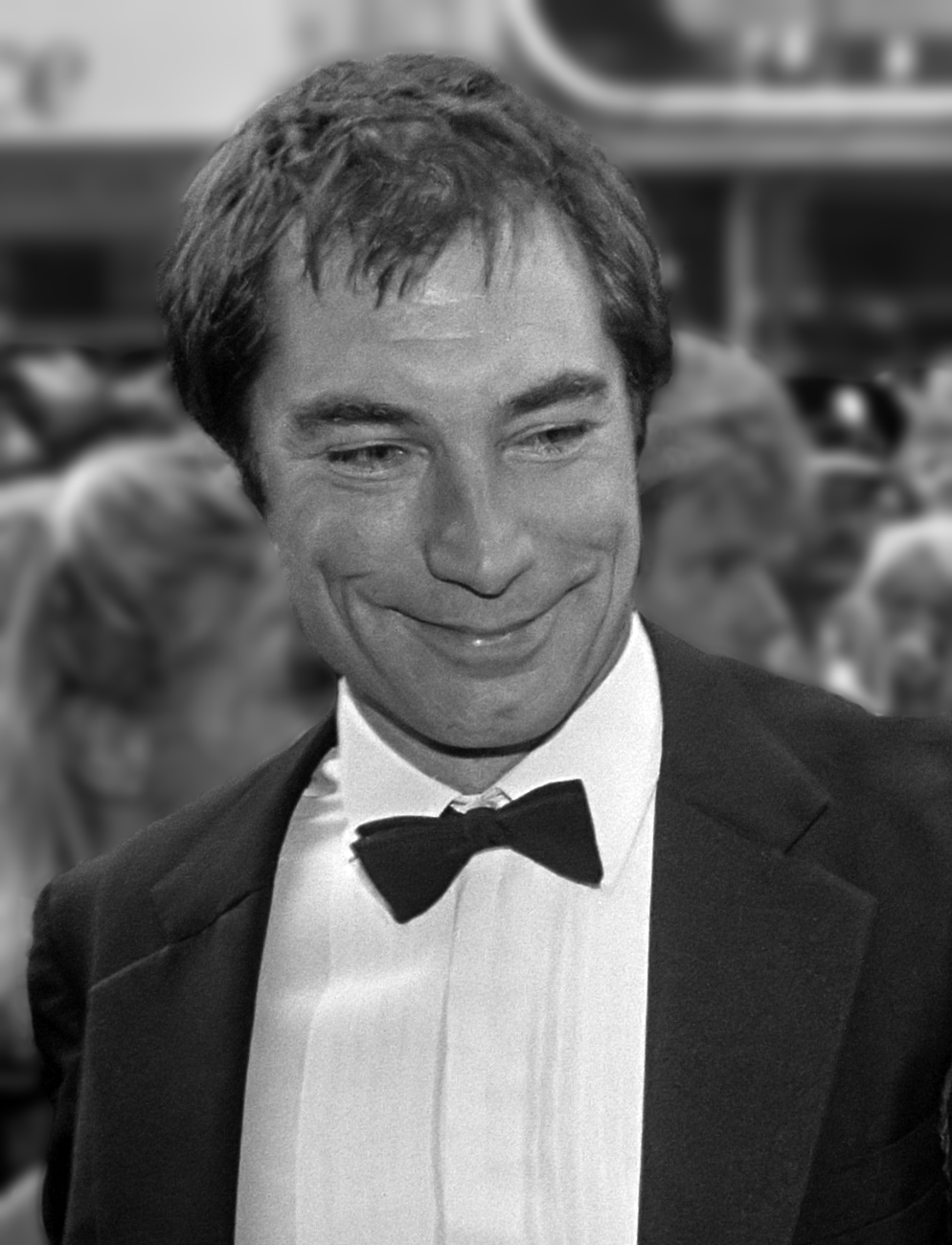
Timothy Dalton, 1987

Timothy Leonard Dalton Leggett (* 21. März 1946 in Colwyn Bay, Wales) ist ein britischer Theater- und Filmschauspieler. International bekannt wurde er vor allem als vierter Darsteller des Geheimagenten James Bond, den er in Der Hauch des Todes (1987) und Lizenz zum Töten (1989) verkörperte.

## Leben

### Jugend und erstes Engagement
Timothy Dalton wurde 1946 im walisischen Colwyn Bay in eine Familie von Schauspielern und Varietékünstlern hineingeboren und ist das älteste von fünf Kindern. Sein Vater war in Daltons Geburtsstadt während des Zweiten Weltkriegs stationiert gewesen. Dalton fasste bereits als Jugendlicher den Entschluss, eine Schauspielkarriere einzuschlagen, studierte nach seinem Schulabschluss in der Rydal Penrhos School in Nordwales an der Royal Academy of Dramatic Art und ging bald mit ersten Rollen beim National Youth Theatre auf Tournee. Dalton schloss die Schauspielausbildung nicht ab, sondern wechselte 1966 zum Birmingham Repertory Theatre und begann, für das britische Fernsehen, vor allem bei Produktionen der British Broadcasting Corporation, zu arbeiten.

### Theaterkarriere
Seit den 1960er Jahren ist Dalton ein Darsteller auf verschiedenen Theaterbühnen. Bekannt wurde er dabei vor allem durch seine Darstellung in Shakespeare-Stücken wie King Lear und Verlorene Liebesmüh. Des Weiteren ist er Mitglied der Royal Shakespeare Company sowie am Royal Shakespeare Theatre aktiv und trat außerdem in der Eugene-O’Neill-Adaption A Touch of the Poet auf, sowohl am Londoner Comedy Theatre als auch am Young Vic Theatre. In der Theateradaption von Philip Pullmans Romanreihe His Dark Materials übernahm er die Rolle des Lord Asriel Belacqua, die 2006 in der Verfilmung von Der Goldene Kompass von Daniel Craig gespielt wurde.

### Filmkarriere
Seine erste Filmrolle, den französischen König Philipp II., spielte Dalton im Jahr 1968 in Der Löwe im Winter an der Seite von Katharine Hepburn und Peter O’Toole. In den folgenden Jahren machte er zunächst durch verschiedene Literaturverfilmungen auf sich aufmerksam, etwa Sturmhöhe im Jahr 1970 oder 1983 in Jane Eyre. Zudem hatte er 1980 eine Nebenrolle in dem Science-Fiction-Film Flash Gordon.
International bekannt wurde Timothy Dalton durch seine Rolle als vierter Darsteller des Agenten James Bond in den Filmen Der Hauch des Todes (1987) und Lizenz zum Töten (1989), nachdem er bereits für Im Geheimdienst ihrer Majestät (1969) im Gespräch war. Seine Bond-Interpretation wurde von vielen Kritikern und Lesern der James-Bond-Romane von Ian Fleming als dem Charakter der Buchvorlagen am nächsten eingestuft. Zum Zeitpunkt seines Engagements waren auch bereits Pierce Brosnan, der vertraglich für die letzte Staffel von Remington Steele anderweitig gebunden war und später Daltons Nachfolger wurde, sowie Lewis Collins für die Rolle im Gespräch. Daltons erster Auftritt spielte mehr ein als die beiden vorhergegangenen James-Bond-Filme mit Roger Moore und die etwa zeitgleich gestarteten Actionfilme Stirb langsam und Lethal Weapon – Zwei stahlharte Profis.
Zunächst ungeachtet der sich Ende 1989/Anfang 1990 abzeichnenden weltpolitischen Änderungen begannen bereits nach seinem zweiten Bondfilm Lizenz zum Töten die ersten Vorarbeiten zu Bond 17 (Arbeitstitel). Rechtsstreitigkeiten zwischen der Bondproduktionsfirma EON und dem Verleiher MGM zögerten immer wieder das Fortschreiten des nächsten Bondfilms mit Dalton hinaus.
Nach einer mehrjährigen Pause nach dem Zusammenbruch des Ostblocks begann die Produktion der Bond-Filme wieder, zunächst mit unterschiedlichen Entwürfen des Drehbuchs bzw. Treatments. Entgegen unterschiedlichen Berichten über Streitereien mit dem Regisseur oder eine Kündigung Daltons gab die Produktionsfirma EON bekannt, dass es Daltons Entscheidung war, seine Rolle als Bond 1994 aufzugeben. In diesem Jahr lief auch sein Vertrag aus. Gerne hätte sie es gesehen, wenn er seine Rolle fortgesetzt hätte. Wenig später gab EON Pierce Brosnan als neuen Bonddarsteller bekannt.
In der Fortsetzung Scarlett des Klassikers Vom Winde verweht als Mini-Fernsehserie übernahm Timothy Dalton im Jahre 1994 die Rolle des Rhett Butler, die vormals von Clark Gable gespielt worden war. Seitdem trat er auch verschiedentlich in weiteren Fernsehserien wie etwa 1999 in Cleopatra als Julius Cäsar auf. Einem jüngeren Publikum dürfte Dalton durch seine Darstellung des mordenden Supermarkt-Leiters Simon Skinner in der britischen Komödie Hot Fuzz – Zwei abgewichste Profis oder durch die Rolle des strengen Polizisten Jones in The Tourist bekannt sein.

### Privatleben
Timothy Dalton lebt heute in Los Angeles und hat mit der russischen Komponistin Oksana Grigorieva einen Sohn. In seiner Freizeit beschäftigt er sich mit Opern und Jazzmusik und ist ein begeisterter Angler.

## Synchronstimme
In den meisten Filmen, spätestens seit Der Hauch des Todes, wird er von Lutz Riedel synchronisiert.

## Filmografie (Auswahl)

### Filme
- 1968: Der Löwe im Winter (The Lion in Winter)
- 1970: Cromwell – Krieg dem König (Cromwell)
- 1970: Sturmhöhe (Wuthering Heights)
- 1971: Maria Stuart, Königin von Schottland (Mary, Queen of Scots)
- 1975: Vollmacht zum Mord (Permission to Kill)
- 1978: Colorado Saga
- 1978: Sextette
- 1979: Das Geheimnis der Agatha Christie (Agatha)
- 1980: Flash Gordon
- 1981: Einzigartige Chanel (Chanel Solitaire)
- 1987: James Bond 007 – Der Hauch des Todes (The Living Daylights)
- 1988: Hawks – Die Falken (Hawks)
- 1989: James Bond 007 – Lizenz zum Töten (Licence to Kill)
- 1989: Brenda Starr
- 1990: Die Hure des Königs (The King's Whore)
- 1991: Rocketeer
- 1993: Ken Folletts Roter Adler (Red Eagle)
- 1993: Naked in New York
- 1995: Ein Elch in Seenot
- 1996: Das Riff
- 1997: The Informant
- 1997: Mein Liebling, der Tyrann (The Beautician and the Beast)
- 1999: Made Men
- 1999: Cleopatra
- 2000: Time Share
- 2000: Vom Teufel besessen (Possessed)
- 2001: American Outlaws
- 2003: Looney Tunes: Back in Action
- 2004: Dunkirk
- 2007: Hot Fuzz – Zwei abgewichste Profis (Hot Fuzz)
- 2010: The Tourist

### Fernsehen
- 1979: Drei Engel für Charlie (Charlie’s Angels, Fernsehserie, Episode 4x06 Der gefallene Engel)
- 1983: Jane Eyre (Miniserie, 9 Episoden)
- 1984: Erben der Liebe (Miniserie)
- 1985: Im Labyrinth der Rache (Miniserie)
- 1986: Sins (Miniserie, drei Folgen)
- 1992: Geschichten aus der Gruft (Tales from the Crypt, Fernsehserie, Episode 4x13)
- 1992: Framed (Miniserie, zum Spielfilm Eiskaltes Duell zusammengeschnitten)
- 1994: Scarlett (Miniserie)
- 2005: Hercules (Miniserie, 2 Episoden)
- 2006: Agatha Christie’s Marple (Fernsehserie, Episode Das Geheimnis von Sittaford)
- 2009–2010: Doctor Who (Fernsehserie, Episode 4x17–4x18 Das Ende der Zeit)
- 2010–2011: Chuck (Fernsehserie, 6 Episoden)
- 2014–2016: Penny Dreadful (Fernsehserie, 25 Episoden)
- 2019–2023: Doom Patrol (Fernsehserie, 26 Episoden)
- 2022: The Crown (Fernsehserie, Episode 5x04 Annus Horribilis als Peter Townsend)
- 2023: 1923 (Fernsehserie, 4 Episoden)